# Hypanus guttatus
A Hypanus guttatus, também conhecida como arraia-lixa e jabebiretê, é uma espécie de arraia da família Dasyatidae, nativa do Oceano Atlântico ocidental, do sul do Golfo do México até o Brasil. Encontrada em águas costeiras com profundidade não superior a 36 m, essa espécie demersal prefere habitats lamacentos ou arenosos. A Hypanus guttatus é caracterizada por seu disco de nadadeira peitoral angular e romboide, focinho moderadamente saliente e cauda em forma de chicote com uma quilha dorsal e dobra na nadadeira ventral. Normalmente, ela atinge 1,25 m de diâmetro e é marrom na parte superior e de cor clara na parte inferior.
As arraias se alimentam principalmente de invertebrados que vivem na zona bentônica e de pequenos peixes ósseos. A reprodução é ovovivípara, com as fêmeas gerando duas ninhadas de 1 a 2 filhotes por ano. Os filhotes nascem em água relativamente doce, passam para águas mais salgadas quando jovens e depois voltam para águas mais doces quando adultos. Essa espécie é valorizada por pescadores comerciais e desportivos em muitas partes de sua área de distribuição e utilizada para carne, gelatina, óleo e até mesmo para o comércio de aquários.

## Taxonomia e filogenia
A primeira referência conhecida à Hypanus guttatus foi feita pelo naturalista alemão Georg Marcgraf em sua obra Historia Rerum Naturalis Brasiliae de 1648, com o nome de “iabebirete”, de origem tupi antiga, o que deu origem ao nome popular jabebiretê no português brasileiro. O relato de Marcgraf formou a base para a descrição científica formal dessa espécie como Raja guttata, feita posteriormente pelos naturalistas alemães Marcus Elieser Bloch e Johann Gottlob Theaenus Schneider em sua obra Systema Ichthyologiae de 1801. Autores posteriores transferiram essa espécie para o gênero Dasyatis. Nenhum espécime-tipo foi designado.
A análise filogenética de Lisa Rosenberger em 2001, com base na morfologia, descobriu que o grupo irmão da Hypanus guttatus é a Fontitygon geijskesi [en], e que as duas formam um clado com a Telatrygon zugei [en], a Fontitrygon margaritella, a Maculabatis gerrardi [en] e a Gymnura micrura, incluída no estudo como um grupo externo. Esses resultados apoiam o consenso crescente de que nem Dasyatis nem Himantura [en] são gêneros monofiléticos.

## Distribuição e habitat
A Hypanus guttatus pode ser encontrada em regiões que vão desde o sul do Golfo do México até o estado brasileiro do Paraná, incluindo as Grandes Antilhas e Pequenas Antilhas. Essa espécie que vive na zona bentônica habita águas marinhas costeiras e salobras desde a zona entremarés até uma profundidade de 36 m. Ela prefere substratos lamacentos ou arenosos e é tolerante a grandes variações de salinidade.

## Descrição
A Hypanus guttatus tem um disco de nadadeira peitoral em forma de diamante ligeiramente mais largo do que longo, com os cantos externos formando ângulos aproximadamente retos e margens anteriores suavemente côncavas convergindo para um focinho obtuso e moderadamente saliente. A boca é curva, com uma projeção mediana na mandíbula superior que se encaixa em uma reentrância na mandíbula inferior. Uma fileira de três papilas é encontrada no assoalho da boca. Há de 34 a 46 fileiras de dentes na mandíbula superior; os dentes têm bases tetragonais e coroas rombas nas fêmeas e nos jovens e cúspides afiadas e pontiagudas nos machos maduros. As nadadeiras pélvicas são arredondadas.
A cauda delgada, semelhante a um chicote, é muito mais longa do que o disco e geralmente tem um único espinho serrilhado perto da base (alguns indivíduos não têm espinho ou têm mais de um). Atrás do espinho, há uma quilha dorsal longa e carnuda e uma dobra da nadadeira ventral com dois terços a quatro quintos da altura da cauda. Uma fileira de pequenos espinhos ou tubérculos rombos está presente ao longo da linha média do dorso, desde entre os olhos até a base do espinho da cauda. As arraias maiores também ganham uma faixa dorsal média de dentículos achatados em forma de coração. A coloração é oliva, marrom ou cinza na parte superior, às vezes com manchas mais escuras, e amarelada a branca na parte inferior; a quilha e a dobra da nadadeira na cauda são pretas. Essa espécie atinge uma largura máxima conhecida do disco de 2 m, embora 1,25 m seja mais típico. As fêmeas crescem mais do que os machos.

## Biologia e ecologia
As arraias Hypanus guttatus parecem ocupar basicamente o mesmo nicho ecológico que a arraia Hypanus sabinus, mais ao norte. Nos locais onde as áreas de distribuição das duas espécies se sobrepõem, há uma segregação espacial, com as arraias Hypanus guttatus sendo encontradas em profundidades de 1 a 15 m e as arraias Hypanus sabinus sendo encontradas em profundidades de até 50 a 60 m. Essa espécie se alimenta principalmente de invertebrados bentônicos e pequenos peixes ósseos, muitas vezes usando suas nadadeiras peitorais para descobrir presas escavadas. Seus dentes lhe permitem triturar organismos de casca dura. Um estudo realizado no estado brasileiro do Ceará constatou que as presas mais comuns eram pepinos-do-mar da família Holothuriidae, vermes da classe Sipuncula, poliquetas da família Eunicidae [en], bivalves e gastrópodes, os crustáceos Penaeus e siris e o Pomadasys corvinaeformis da família Haemulidae. Entre os parasitas conhecidos da Hypanus guttatus estão as tênias Rhinebothrium margaritense e Rhodobothrium pulvinatum, os isópodes Excorallana tricornis e Rocinela signata, e o Monocotyle guttatae da classe Monogenea.
Em comum com outras arraias, a Hypanus guttatus é ovovivípara, na qual os embriões em desenvolvimento são sustentados pelo vitelo e, posteriormente, pelo histotrofo (“leite uterino”) produzido pela mãe. As fêmeas têm um único útero funcional, à esquerda, e geram duas ninhadas de 1 a 2 filhotes por ano, uma por volta de março e a outra por volta de novembro. O período de gestação dura de 5 a 6 meses, com vitelogênese [en] (formação do vitelo) ocorrendo ao mesmo tempo, de modo que as fêmeas podem ovular um novo lote de óvulos e acasalar novamente imediatamente após o parto. As arraias Hypanus guttatus medem de 12,3 a 15,3 cm de diâmetro ao nascer. O parto ocorre em água com salinidade relativamente baixa, mas os filhotes logo se mudam para água mais salgada (água do mar com metade ou toda a sua força). Uma área de berçário conhecida para essa espécie ocorre nas praias de Caiçara do Norte, no nordeste do Brasil, onde recém-nascidos e pequenos filhotes foram relatados em águas com profundidade não superior a 3 m de fevereiro a outubro. Filhotes muito pequenos também foram observados em poças de maré no Ceará. Os machos atingem a maturidade sexual com 50-60 cm de diâmetro e as fêmeas com 60-70 cm de diâmetro. No início da maturação sexual, as arraias Hypanus guttatus voltam para águas com salinidades mais baixas, de 20 ppt ou menos; as fêmeas com mais de 75 cm de diâmetro são encontradas somente em salinidades abaixo de 5 ppt.

## Interações com os seres humanos
O espinho da cauda venenosa da Hypanus guttatus é potencialmente perigosa para os banhistas e trabalhadores da pesca. Em toda a sua área de distribuição, essa espécie é capturada intencionalmente ou não pela pesca comercial, usando redes de emalhar, redes de arrasto e palangres. É a arraia mais comumente capturada nas Guianas e nos estados brasileiros do Maranhão e da Paraíba, e está se tornando cada vez mais importante em outros lugares. A Hypanus guttatus também é alvo de pescadores e surfistas no Ceará. A carne de suas “asas” é muito apreciada e vendida fresca, congelada ou salgada; essa arraia também é utilizada na produção de gelatina e óleo de alta qualidade, e pelo menos cinco indivíduos foram encontrados no comércio de aquários do Ceará de 1995 a 2000. O impacto da pesca sobre a população de arraias Hypanus guttatus tem sido pouco investigado fora do Brasil. A União Internacional para a Conservação da Natureza (IUCN) avaliou seu status de conservação como espécie quase ameaçada.